# The Tailor of Gloucester
The Tailor of Gloucester (v anglickém originále The Tailor of Gloucester) je kanadsko-americký animovaný film z roku 1988. Hlavní roli ve filmu ztvárnila Meryl Streep.